# Phaea howdenorum
Phaea howdenorum là một loài bọ cánh cứng trong họ Cerambycidae.